# Raggi crepuscolari

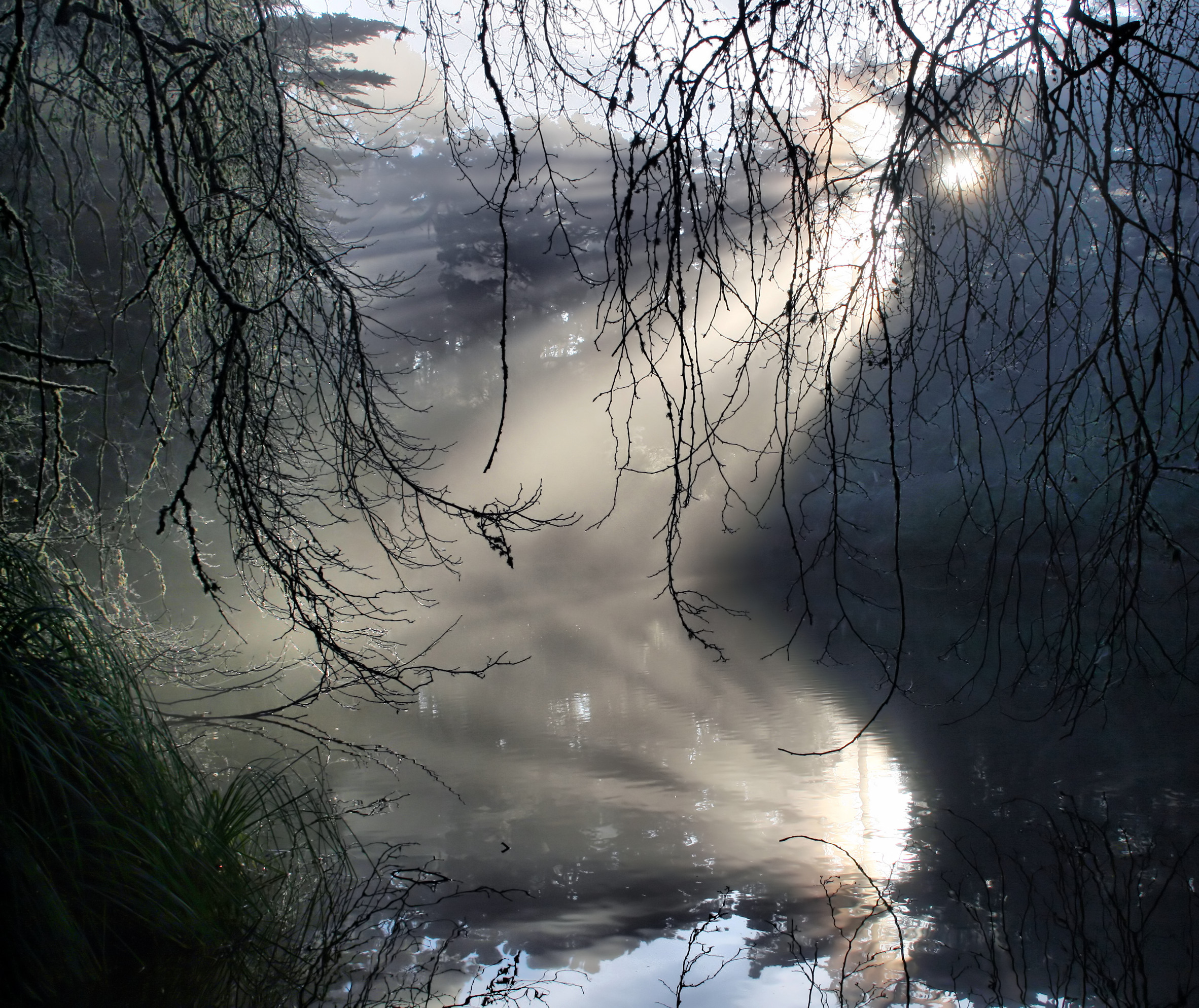
Raggi crepuscolari si riflettono sulla superficie del Lago Mallard, nel Golden Gate Park, San Francisco

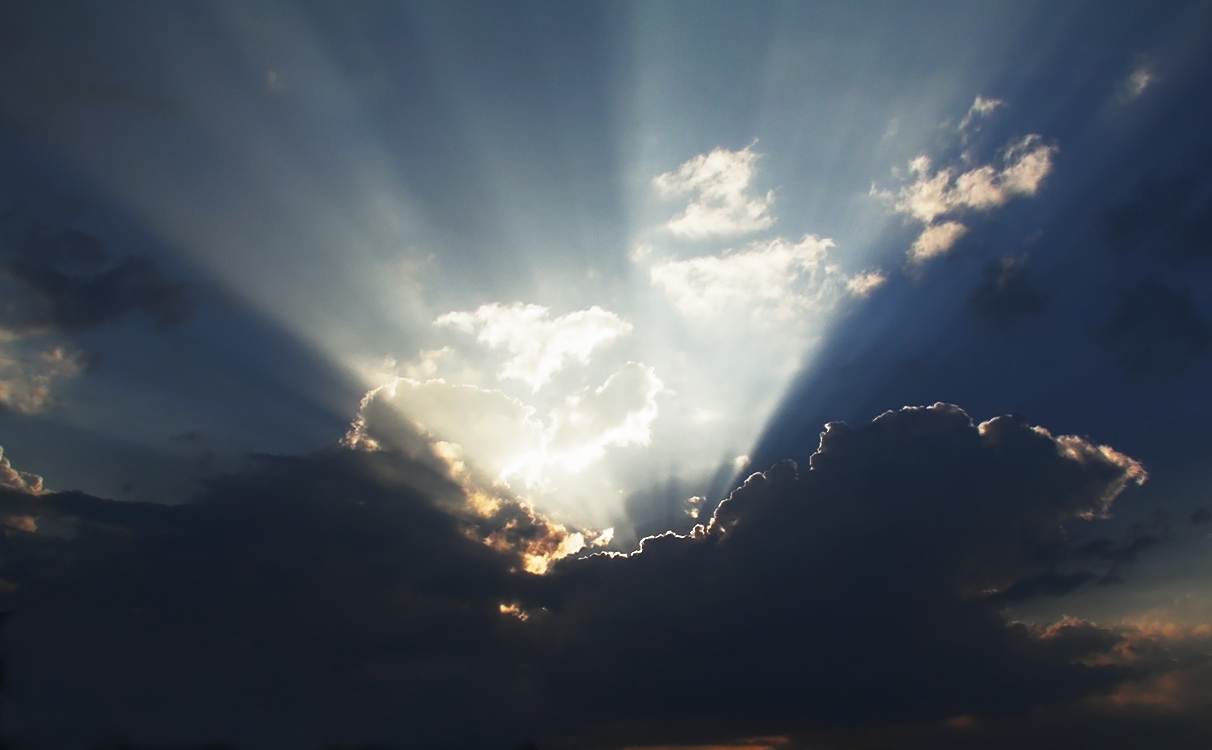
Raggi crepuscolari al tramonto.

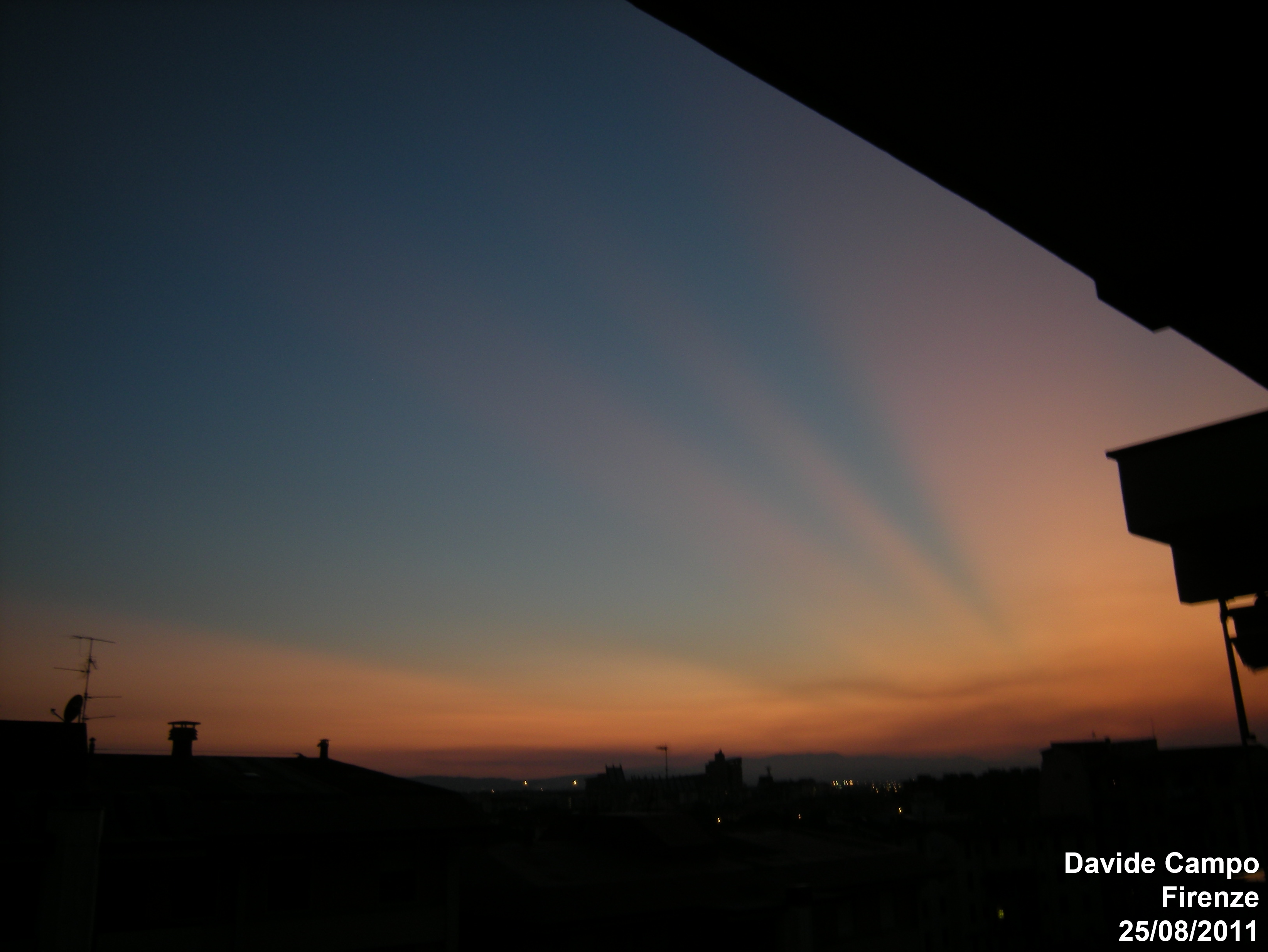
Raggi crepuscolari visti da Firenze e causati da nuvole appena sopra l'orizzonte.

I raggi crepuscolari sono fasci di luce solare che sembrano irradiarsi da un unico punto del cielo. 
Questi raggi appaiono sotto forma di fasci luminosi divergenti inframmezzati da zone d'ombra. Il nome deriva dal fatto che sono frequentemente visibili durante le ore crepuscolari, all'alba e al tramonto, quando il contrasto tra chiarore e oscurità è più evidente.
I raggi crepuscolari sono in realtà paralleli, ma sembrano divergere a causa della prospettiva. 
Il fenomeno ottico è osservabile quando degli oggetti come picchi montani o nubi creano delle zone d'ombra tra i raggi del sole. I vari residui dispersi nell'atmosfera spargono la luce solare e rendono questi raggi visibili, grazie alla diffrazione, alla riflessione e allo scattering.
Questo fenomeno è iconicamente denominato Sólstafir in lingua islandese.

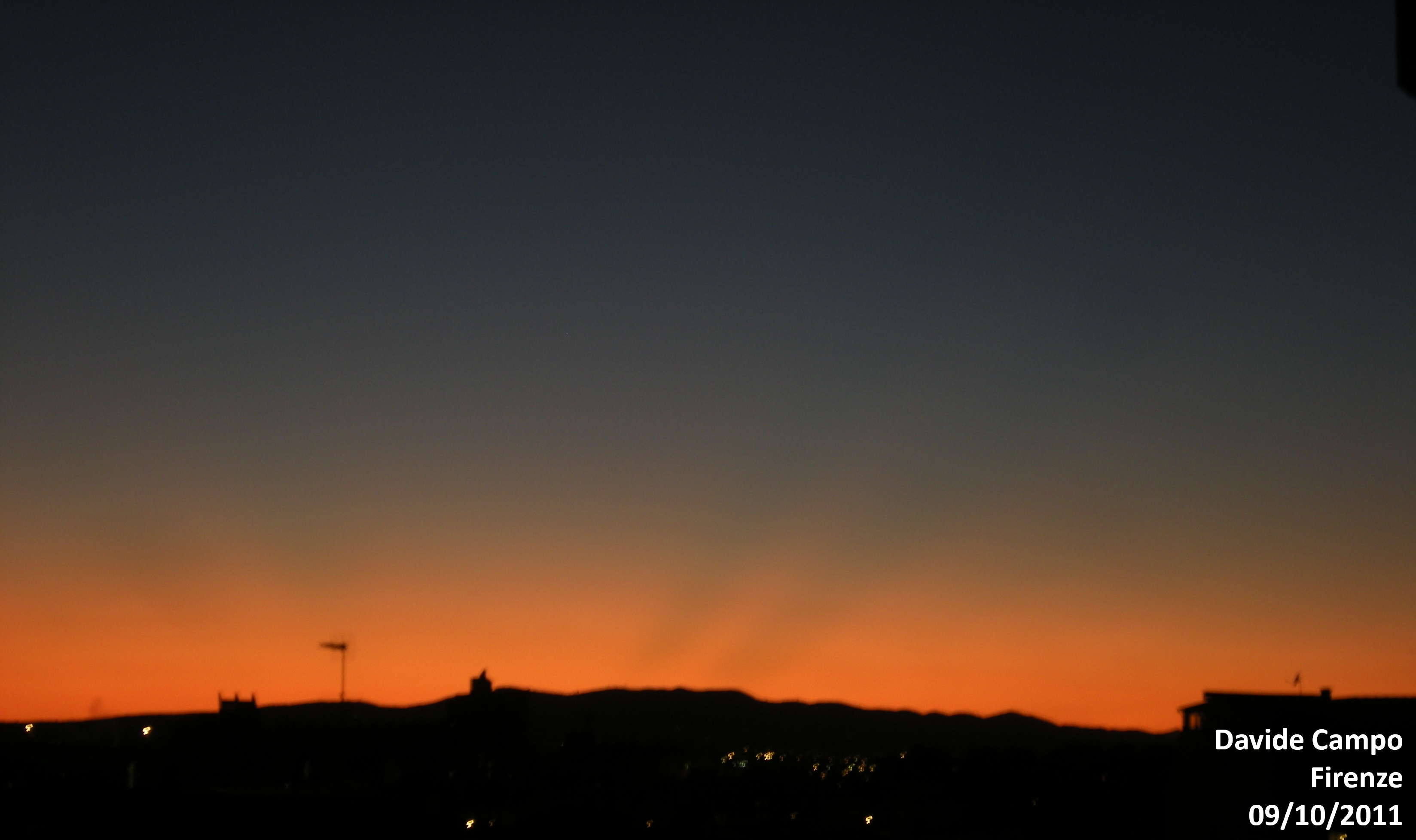
Raggi crepuscolari visti da Firenze e causati da nuvole sotto l'orizzonte.